# Yamato
Yamato (được viết bằng kanji là 大和 hoặc 倭, bằng katakana là ヤマト) là tên chỉ vùng đất nay là tỉnh Nara từ thời cổ đại đến đầu kỷ nguyên Minh Trị.

## Phạm vi
Vùng đất phía Đông Nam bồn địa Nara - nơi vốn là căn cứ của thị tộc Yamato. Sau đó, khi thị tộc Yamato mở rộng phạm vi chi phối của mình đi xa hơn, thì vùng đất với phạm vi rộng thêm đó vẫn được gọi là Yamato, lúc rộng nhất bao gồm toàn bộ khu vực từ phía Tây Nam của vùng Tōhoku hiện nay tới phía Nam vùng Kyūshū.

## Từ nguyên
Xét về từ nguyên, tên gọi Yamato có các cách giải thích sau.
- Yamato có nghĩa là "chân núi".
- Yamato có nghĩa là vùng đất quanh núi
- Yamato là nơi thị tộc Yamato từng quần tụ và lấy đây làm cứ điểm để bành trướng rồi trở thành vương triều Yamato.
- Yamato là tên vùng đất nơi mà người dân có tín ngưỡng thờ cúng tự nhiên mà cụ thể là vị thần núi.
- Yamato vốn xuất phát từ Yamatō (viết bằng chữ Hán là 山東, phía đông núi) chỉ vùng Miwayama ở phía đông bồn địa Nara.
- Yamato là biến thể của tên gọi Yamatai của xứ Yamatai.

## Những thay đổi trong cách sử dụng
Vào khoảng thời kỳ Kofun, văn hóa chữ Hán bắt đầu được du nhập vào quần đảo Nhật Bản. Thời đó, từ Yamato được lấy chữ Hán 倭 để ghi, vì 倭 là cách người Trung Quốc gọi các thế lực chính trị đang chi phối quần đảo Nhật Bản trong khi người Nhật gọi thế lực đại biểu cho các thế lực chính trị đó là Yamato.
Đến thời kỳ Asuka, Yamato hay được viết nhất bằng chữ Hán 大倭. 大倭 vừa dùng để gọi thế lực chính trị tiêu biểu ở quần đảo Nhật Bản, vừa dùng để gọi vùng đất Nara ngày nay. Từ khoảng nửa sau thế kỷ 7 đến năm 701, nước có quốc hiệu ghi bằng chữ Hán là 日本 và có thuyết cho rằng chữ này được phát âm là Yamato.
Sau đó, cách ghi Yamato bằng chữ Hán là 大倭国 bắt đầu xuất hiện và vẫn thấy đến tận giữa thời kỳ Nara.
Khoảng năm 752 hoặc 757, cách ghi Yamato bằng chữ Hán là 大和国 bắt đầu thay thế cho 大倭国.
Ngoài ra, còn có một số cách ghi Yamato khác, như ghi là 夜麻登 trong Man'yōgana và Furukoto Fumi, là 山跡 trong Furukoto Fumi, là 野麻登, 椰麽等, 夜麻苔 trong Yamato Bumi, là 山常, 也麻等, 夜末等, 夜万登, 八間跡 trong Man'yōshū.